# المرأة في تركيا
يُعرف دور المرأة في تركيا المعاصرة بأنه صراع مستمر حول المساواة بين الجنسين، بمساهمة عناصر تشمل الشروط المفروضة للترشح لعضوية الاتحاد الأوروبي والمد السياسي السائد الذي يحبذ النظام الأبوي التقييدي، ونشاط حقوق المرأة. لا تزال النساء في تركيا ضحايا الاغتصاب وجرائم الشرف؛ علاوة على ذلك، يشير البحث الذي أجراه الباحثون والوكالات الحكومية إلى انتشار العنف المنزلي بين السكان الأتراك. لكن هناك العديد من السجلات التاريخية للمرأة التركية الملهمة الشجاعة التي ينبغي كتابتها أيضًا.
كما تواجه النساء في تركيا تباينات كبيرة في التوظيف، وفي بعض المناطق، في التعليم أيضًا. إن مشاركة المرأة التركية في القوى العاملة أقل من نصف مشاركة المرأة في الاتحاد الأوروبي، وفي حين تم تنفيذ العديد من الحملات بنجاح لتعزيز محو الأمية بين الإناث، لا تزال هناك فجوة بين الجنسين في التعليم الثانوي وتزايد الفجوة بين الجنسين في التعليم العالي. يوجد أيضًا انتشار واسع لزواج القصر في تركيا، وهي ممارسة منتشرة على نطاق واسع في الأجزاء الشرقية والوسطى من البلاد. يجب على المرء أن يضع في اعتباره أن هذا ليس بفعل معتقدات دينية بل جزء منه بسبب قوانين وقيود معينة. كان حظر الحجاب أحد الأسباب التي أدت إلى تناقص عدد النساء اللائي يدرسن في الجامعة. قامت مجموعة من النساء المتدينات بالنضال ضد هذا القانون، حيث طُلب منهن خلع غطاء الرأس مقابل الالتحاق بالجامعة ومكان العمل. تلعب النساء في بعض المناطق الريفية مثل «ريزا» دورًا كبيرًا في كونهن عاملات الخبز. ومع ذلك، تختلف الثقافات والقيم في بعض المناطق.
يحظر الدستور التركي التمييز على أساس الجنس. بدأت الحركة النسائية التركية في القرن التاسع عشر أثناء انهيار الإمبراطورية العثمانية. اعتُمد مبدأ المساواة بين الجنسين بعد إعلان الجمهورية التركية تحت حكم مصطفى كمال أتاتورك، الذي شملت إصلاحاته الحديثة فرض حظر على تعدد الزوجات وتوفير الحقوق السياسية الكاملة للمرأة التركية بحلول عام 1934.

## تاريخ

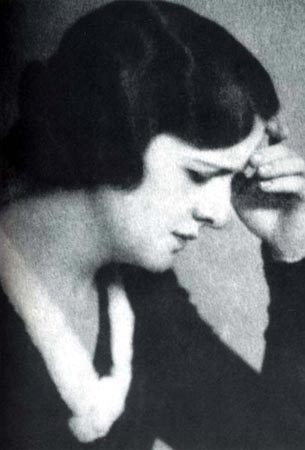
لطيفة أوشاكي (زوجة أتاتورك).

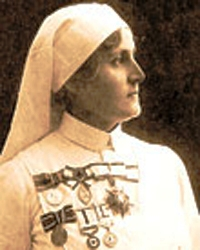
صفية علي، أول طبيبة تركية.

كان لنساء الحرم السلطاني تأثير غير عادي على سياسة الإمبراطورية العثمانية في القرنين السادس عشر والسابع عشر خلال فترة سلطنة الحريم. كان العديد من السلاطين خلال هذه الفترة قُصر وكانت أمهاتهم، مثل السلطانة كوسم، أو في بعض الأحيان بنات السلطان مثل السلطانة مهرماه، قادة الحرملك، اللائي حكمن الإمبراطورية فعليًا. كان معظم هؤلاء النسوة من الجواري. بدأت الفترة في 1520 في عهد سليمان القانوني حتى عام 1656، في عهد محمد الرابع.
خلال فترة انهيار الإمبراطورية العثمانية في القرن التاسع عشر، بدأت النساء المتعلمات في نخب اسطنبول بتنظيم أنفسهن كنساء نسويات. مع إصلاحات التنظيمات العثمانية، كان تحسين ظروف المرأة جزءًا من جهد عمليات التحديث الواسعة. بدأت الحركة النسائية العثمانية في المطالبة بالحقوق. لقد ناضلن من أجل زيادة وصول النساء إلى التعليم، والعمل مدفوع الأجر، وإلغاء تعدد الزوجات، والحجاب، الخمار الإسلامي. قامت النسويات الأوائل بنشر مجلات نسائية بلغات مختلفة وأسسن منظمات مختلفة مكرسة للنهوض بالمرأة. تأسست أول جمعية نسائية في تركيا، وهي منظمة الرعاية العثمانية للمرأة، في عام 1908 وأصبحت جزءًا من حركة تركيا الفتاة. كما انضم إلى الحركة كتّاب وسياسيون مثل فاطمة علياء توبوز، ونزيهة محي الدين، وخالدة أديب أديوار. انتقدت خالدة أديب أديوار في رواياتها الوضع الاجتماعي المتدني للمرأة التركية وما اعتبرته عدم اهتمام معظم النساء بتغيير وضعهن.
أثبتت الأرملة كارا فاطمة أنها ناجحة كقائدة ميليشيا خلال حرب الاستقلال التركية.
بعد تأسيس الجمهورية التركية في عام 1923، أصبحت الحركة النسوية تدريجيًا جزءًا من جهود التحديث الكمالي.حُظِر تعدد الزوجات، وجُعِل الطلاق وحقوق الميراث على قدم المساواة. في ثلاثينيات القرن العشرين، منحت تركيا حقوقًا سياسية كاملة للنساء، بما في ذلك الحق في الانتخاب والترشح محليًا (عام 1930) وعلى الصعيد الوطني (عام 1934). ومع ذلك، لا يزال هناك تباين كبير بين الحقوق الرسمية والمركز الاجتماعي للمرأة. في الثمانينيات، أصبحت الحركات النسوية أكثر استقلالاً عن الجهود الرامية إلى تعديل الدولة. بعد الانقلاب التركي في عام 1980، بدأت النساء من الأوساط الحضرية والأكاديمية بالالتقاء في مجموعات القراءة ومناقشة الأدب النسائي معًا. انتقدوا في «مجموعات التوعية» هذه، التي تم تأسيسها خصوصًا في اسطنبول، وأنقرة، وأزمير، البناء المعياري للعائلة وكذلك الأدوار الاجتماعية المحددة لكل نوع التي فُرضت على النساء. تأسست مجلات نسوية مستقلة لفضح تواتر التحرش الجنسي والعنف ضد المرأة. نظمت النسويات في عام 1987 أول احتجاج علني ضد عنف الذكور، تلتها حملات ضد التحرش الجنسي، «إبرة أرجوانية»، وحملات تسعى إلى حق تقرير المصير لجسد الأنثى. نشأت هذه الحملات بسبب رغبة المرأة في رفض قانون الأخلاق، والشرف، والدين التقليدي الذي ترك الرجال ليقرروا مصير جسد الأنثى. وصلت الموجة الثانية من الحركة النسائية في تركيا إلى مجموعة أوسع وأكثر تنوعًا من النساء من الحركة النسائية الأولى.
تمت مناقشة قبول قضايا المرأة كمشكلة سياسية وتخطيطية مستقلة لأول مرة في خطة التنمية الخمسية الخامسة (1985-1990)، أُنشئت «الإدارة العامة لمكانة المرأة ومشاكلها» كآلية وطنية. في عام 1990، كانت الإدارة العامة، التي كانت مرتبطة برئاسة الوزراء في عام 1991، تقوم بأنشطتها تحت مسؤولية وزارة الدولة. وتنفذ مجموعة كبيرة ومتنوعة من الأنشطة بهدف حماية حقوق المرأة، وتعزيز مكانتها في الحياة الاجتماعية، والاقتصادية، والثقافية، والسياسية، وتوفير الاستخدام المتساوي للحقوق، والفرص، والقدرات. منذ التسعينات، أصبح الخطاب النسوي مؤسسيًا، مع تأسيس مراكز الدراسات النسائية والبرامج الجامعية في جامعات مثل جامعة مرمرة وجامعة اسطنبول. في عام 1993، أصبحت تانسو تشيلر أول رئيسة لوزراء تركيا.
في عام 2002 قامت الحكومة التركية بإصلاح القانون الجنائي والمدني التركي، ومنذ ذلك الحين، تم مساواة حقوق المرأة والرجل أثناء الزواج، والطلاق، وأي حقوق ملكية لاحقة. وقد أُنشئ قانون جنائي يتناول الجنس الأنثوي باعتباره مسألة حقوق فردية، وليس مسألة شرف الأسرة. تلزم الإضافات إلى الدستور التركي الدولة باستخدام كل الوسائل الضرورية لتعزيز المساواة بين الجنسين. كما أُنشئت محاكم للأسرة، وصدرت قوانين العمل لحظر التحيز الجنسي، وأُنشئت برامج للتثقيف ضد العنف المنزلي وتحسين فرص حصول الفتيات على التعليم.

## حقوق قانونية

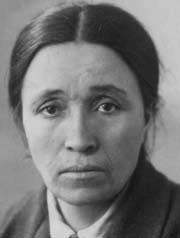
حاتي شيربان، 1935
أول امرأة تعمل كمختارة ونائب في تركيا.

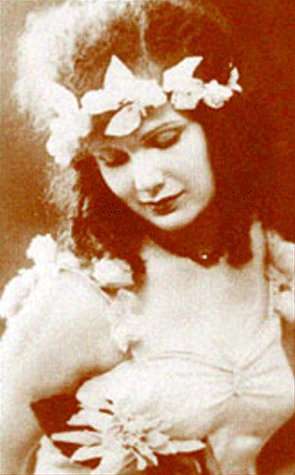
فريحة توفيق، 1929
ملكة جمال تركيا الأولى، عام 1929.

إن تركيا طرف في اتفاقية القضاء على جميع أشكال التمييز ضد المرأة منذ عام 1985، وكذلك في بروتوكول الاتفاقية الاختياري منذ عام 2002.
تحظر المادة 10 من الدستور التركي أي تمييز، سواء كان من الدولة أو من الأفراد، على أساس الجنس. وهي أول بلد توجد فيها امرأة رئيسة لمحكمتها الدستورية، تولاي توغو. وبالإضافة إلى ذلك، فإن مجلس الدولة التركي، وهو المحكمة العليا للقضايا الإدارية، لديه أيضًا قاضية امرأة هي سومرو أوروغلو رئيسة لها.
تمت مراجعة المادة 41 من الدستور التركي ليصبح نصها على أن الأسرة «تقوم على المساواة بين الزوجين». كما أن القانون الجديد يمنح المرأة حقوقًا متساوية في الممتلكات المكتسبة أثناء الزواج، والتي يُفترض أنها تهدف إلى إعطاء قيمة اقتصادية لعمل المرأة داخل بيت الأسرة.
كما رُفع الحد الأدنى لسن الزواج إلى 18 سنة (17 مع موافقة الوالدين). في حالات الزواج القسري، يحق للمرأة طلب فسخ العقد خلال أول 5 سنوات من الزواج. في عام 2004، وضع تحديث المادة 10 من الدستور مسؤولية تحديد المساواة بين الجنسين على الدولة: «يتمتع الرجال والنساء بحقوق متساوية. يجب على الدولة أن تضمن وجود هذه المساواة بالفعل».
في عام 2005، تم تغيير قانون العقوبات التركي لتجريم الاغتصاب الزوجي وتغليظ الأحكام الصادرة بحق المدانين بجرائم الشرف، والتي كانت في السابق تحمل أحكامًا مخففة بسبب «الاستفزاز». ذكرت مديرية حقوق الإنسان أن عدد جرائم الشرف التي ارتكبت في تركيا ارتفع إلى 220 في عام 2007، مع وقوع معظم عمليات القتل في المدن الكبرى.
يُسمح للنساء العاملات في المكاتب العامة أثناء ممارسة وظائفهن ارتداء الحجاب الإسلامي، حيث ترتديه أكثر من 67% من النساء التركيات. كما يسمح للفتاة في التعليم الابتدائي والثانوي باستخدام الحجاب.

## السياسة

### النسوية

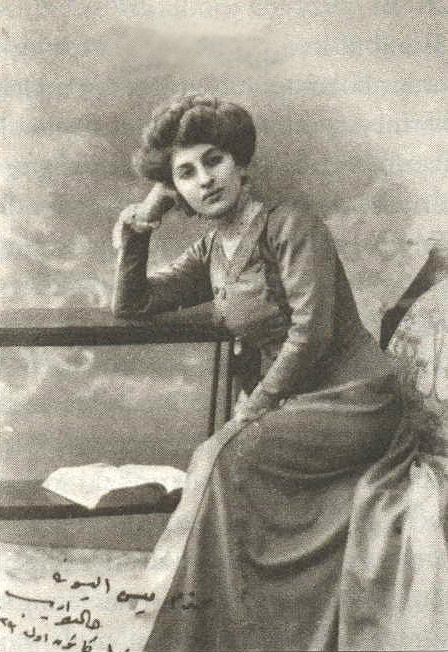
خالدة أديب أديوار
روائية تركية وسياسية نسوية.

وقعت الموجة النسوية الأولى في تركيا في أوائل القرن العشرين، عندما بدأت المنظمات النسائية في المطالبة بالمساواة في الحقوق المدنية والسياسية. خلال هذه الفترة المبكرة، تداخلت مطالبات حقوق المرأة مع عملية الإصلاح الكمالية في أعقاب إعلان الجمهورية.
وصلت الموجة النسوية الثانية إلى تركيا في ثمانينيات القرن الماضي، وأحدثت قضايا مشتركة مع الحركة التي ظهرت في الغرب في ستينيات القرن الماضي، مثل القضاء على العنف ضد المرأة، والظلم في الأسرة، وتحدي كشوف العذرية، التي كانت ممارسة شائعة للنساء المقبلات على الزواج أو تعرضن لاعتداء جنسي.
وقد منح ظهور مجتمع مدني عالمي، وتدويل المنظمات النسائية، وانضمام تركيا للاتحاد الأوروبي المنظمات النسائية إمكانية الوصول إلى التمويل الأجنبي. وقد زاد عدد المنظمات النسائية وكذلك المشاريع التي تديرها هذه المنظمات.

### التمثيل السياسي
دخلت المرأة التركية السياسة لأول مرة في ثلاثينيات القرن الماضي. كانت أول سيدة عمدة منتخبة هي سعدية هانم (1930). دخلت 18 امرأة في البرلمان في الانتخابات التي أجريت في 8 فبراير 1935. كانت من بينهم حاتي شريبان، التي كانت مختارة قرية قبل الدخول إلى البرلمان. كانت أول عمدة مدينة في عام 1950 هي مفيدة إلهان. وعلى الرغم من أن تمثيل المرأة في الهيئات السياسية وصنع القرار منخفض نسبياً، فقد كانت تانسو تشيلر رئيسةً للوزراء بين عامي 1993 و1996. وقد ارتفع عدد النساء في البرلمان التركي إلى 14.3 في المائة. وكان التمثيل النسائي في الانتخابات العامة التركية في عام 2011 (79 فردًا في البرلمان)، ومعظمهن ينتمين إلى حزب العدالة والتنمية. كانت النسبة 10.9 في عام 1975، وأصبحت في عام 2006 16.3. كان فقط 5.58 في المائة من رؤساء البلديات من النساء وفي تركيا كلها يوجد حاكمة واحدة (من بين 81) و14 محافظة محلية.

## العنف ضد المرأة
ارتفعت نسبة جرائم قتل النساء في تركيا من 66 في عام 2002 إلى 953 في الأشهر السبعة الأولى من عام 2009. تواجه النساء العنف المنزلي، والزواج القسري، وجرائم الشرف في مناطق شرق وجنوب شرق الأناضول بشكلٍ خاص. اقترحت المنظمة التركية غير الحكومية Şefkat-Der (دير الرحمة)، منح مسدسات مرخصة معفاة من الضرائب للنساء كوسيلة لمكافحة العنف المنزلي. في 8 مارس 2017، دخلت جماعة غوغائية بشكل غير قانوني حرم جامعة إسطنبول بلجي وهاجمت الطلاب الذين يحتفلون باليوم العالمي للمرأة، كما ذكر الطلاب أنهم تعرضوا للتهديد على تويتر قبل وقوع الحادث.
بين عامي 2002 و2009، ارتفع معدل جرائم قتل النساء بنسبة 1400 في المائة.
في عام 2010، أنشأت المجموعة التركية المناهضة للعنف، مور كاتي، فيديو حاول إثارة الوعي بالعنف تجاه المرأة بطريقة عامة. وضعت المجموعة ملصقات كبيرة من النساء يقفزن فرحًا، وأرفقت أذرعهن وأرجلهن خارج حدود الإطار، في جميع أنحاء إسطنبول. يقول نص بجانب النساء في الفديو: «أريد أن أعيش بحرية». بعد ذلك، قامت المنظمة بإعداد كاميرات فيديو مخفية، والتي تدّعي إظهار المارة الذكور وهم يركلون وينزعون أذرعهم وأرجلهم.
تم الاعتداء على 28000 امرأة في عام 2013، وفقًا للأرقام الرسمية. قتل أكثر من 214 من بين هؤلاء حسب تقديرات المراقبون، عادة من قبل الأزواج أو العشاق.
في نوفمبر / تشرين الثاني 2015، قال مكتب الحقوق والدعم القانوني للمرأة في نقابة المحامين في إزمير إن العقد الأخير لم يشهد زيادة في عدد النساء اللواتي يتعرضن للعنف فحسب، بل إن العنف نفسه أصبح أكثر شدة وبربرية «فيما يشابه التعذيب». كما ذكروا أن عدد حالات قتل الإناث في السنوات القليلة الماضية تراوحت بين 5000 و6000، مضيفًا أن الدولة إما لا تستطيع أو لا تفصح عن سجلات دقيقة، لذلك تحاول منصات مختلفة سد هذه الفجوة من حيث البيانات الكافية من خلال مراقبة وسائل الإعلام. قدمت الصحافية سيديا يولوكيا مشروعًا تفاعليًا حول خريطة «قتل النساء» في تركيا. يحتوي المشروع، المدعوم من قبل منبر الصحافة المستقلة، على بيانات مفصلة عن 1134 من ضحايا جرائم القتل بين عامي 2010 و2015، بما في ذلك الضحايا، وهوية المتهم / القاتل، والسبب والروابط إلى القصص الصحفية حول جرائم القتل. وأظهرت البيانات النوعية والكمية أن غالبية الضحايا قُتلوا على أيدي أزواج / أزواج سابقين (608 حالة)، وأخلائهن / أخلائهن السابقين (161 حالة). والسبب الأكثر شيوعًا للقتل هو أن المرأة أرادت الطلاق أو رفضت المصالحة.
في 15 مارس 2017، أعلنت وزارة الداخلية التركية أن ما مجموعه 20 امرأة قد قُتلن في ظل حماية مؤقتة من الدولة بين عامي 2015 و2017. وفي المتوسط، عُرضت 358 امرأة يوميًا على ضباط إنفاذ القانون بعد تعرضهن للعنف في عام 2016. حوالي خمس نساء كل ساعة، أو 115 في اليوم، واجهت خطر القتل. أصدرت مؤسسة أوموت إحصائيات حول العنف ضد المرأة في تركيا في اليوم العالمي للمرأة، حيث أظهرت أن 397 امرأة قُتلت في تركيا في عام 2016. وقد قُتل ما مجموعه 317 امرأة بالأسلحة في عام 2016، أي بزيادة طفيفة عن مقتل 309 امرأة بالأسلحة من إجمالي 413 عام 2015. في 6 يوليو / تموز 2017، تعرضت امرأة سورية حامل للاغتصاب والقتل مع طفلها البالغ من العمر 10 أشهر في مقاطعة صقاريا في تركيا.
ذكرت مجموعة «سنوقف قتل النساء» في تقريرها الشهري في مايو 2017 أن 328 امرأة قد قُتلت في عام 2016، بينما قُتل 173 امرأة خلال الأشهر الخمسة الأولى من عام 2017 مقارنة بـ 137 امرأة في نفس الفترة 2016. أيضًا، قتلت 210 امرأة تركية أو أجبرت على الانتحار في عام 2012 في هجمات كراهية للنساء من قبل الرجال. وقال ناشطون في مجال المرأة إن ارتفاع حالات القتل جاء في وقت سعى فيه عدد أكبر من النساء إلى ممارسة حقوقهن، بما في ذلك طلاق الشركاء المعنِفين.
قتل 294 امرأة في عام 2014 و237 في عام 2013.
من عام 2010 حتى مايو 2017، قتل 118 امرأة في إزمير وحدها.
في ديسمبر 2016، هاجم رجل امرأة حامل، في مانيسا بسبب ركضها في حديقة.

### العنف المنزلي
لاحظت دراسة في عام 2002 من قبل آيرانسي وآخرون أن 36.4٪ من النساء في تركيا اشتكين من العنف الجسدي، وأن 71٪ ذكرن الاعتداء الجسدي، أو النفسي، أو الجنسي أثناء الحمل.
وفقًا لتقرير الحكومة التركية الذي يرجع تاريخه إلى عام 2009، تقول 42٪ من النساء اللاتي شملهن الاستطلاع إنهن تعرضن للإيذاء الجسدي أو الجنسي من قبل الزوج أو الشريك. ما يقرب من نصفهن لم يتحدثن أبدًا إلى أي شخص عن هذا، و8 ٪ فقط منهم يقتربن من المؤسسات الحكومية للحصول على الدعم. وعندما يقتربن منهم، فإن الشرطة والدرك يفضلون أحيانًا محاولة «التوفيق بين» العائلات بدلاً من حمايتهن. وفي حين أن معدلات العنف مرتفعة خصوصًا بين الفقراء، أي النساء الريفيات، فإن ثلث نساء الطبقات الاقتصادية الأعلى قد تعرضن للعنف المنزلي.
أفاد مسح أجرته إحدى الجامعات التركية عام 2009 أن 42 في المائة من النساء فوق سن 15 سنة في تركيا و47 في المائة من النساء الريفيات تعرضن للعنف الجسدي أو الجنسي على يد الزوج أو الشريك في مرحلة ما من حياتهن.
وفقًا لتقرير للأمم المتحدة نشر في يوليو 2011، فإن 39 ٪ من النساء في تركيا عانين من العنف الجسدي في وقت ما في حياتهن، مقارنة مع 22 ٪ في الولايات المتحدة. على الرغم من أن كل بلدية تضم أكثر من 50000 نسمة مطالبة بموجب القانون بإيجاد مأوى واحد للنساء على الأقل، فإن هناك 79 مأوى في جميع أنحاء البلاد.
في مايو / أيار 2011، قالت منظمة هيومن رايتس ووتش في تقرير لها إن نظام الحماية من العنف العائلي في تركيا يترك النساء والفتيات في جميع أنحاء البلاد دون حماية ضد العنف المنزلي. يوثق التقرير المكون من 58 صفحة بعنوان «إنه يحبك، إنه يضربك: العنف الأسري في تركيا والوصول إلى الحماية»، العنف الوحشي والدائم ضد النساء والفتيات من قبل الأزواج، والشركاء، وأفراد الأسرة، وتكافح الناجيات من أجل الحماية.
في عام 2012، كانت تركيا أول دولة تصادق على اتفاقية اسطنبول.
قالت أكثر من 37٪ من النساء التركيات إنهن تعرضن للعنف الجسدي أو الجنسي - أو كليهما - وفقًا لدراسة استقصائية في عام 2014 شملت 15,000 أسرة من قبل وزارة الأسرة في البلاد.
وفقًا لبرنامج سنوقف قتل النساء المنزلي، قُتلت 294 امرأة في عام 2014، و60 ٪ منهن لقين حتفهن على أيدي الأزواج والأصدقاء.
وفي 3 تشرين الأول / أكتوبر 2017، قُتلت امرأة كانت قد لجأت إلى مأوى للنساء بسبب تعرضها للعنف المنزلي على يده في كاستامونو.
في 9 أكتوبر / تشرين الأول 2017، أفادت صحيفة هابيرتورك أن عدد الأساور الإلكترونية الممنوحة لحوادث العنف المنزلي في جميع أنحاء تركيا هو 30 فقط، على الرغم من أن حوالي 120,000 امرأة يتعرضن للعنف من قبل الرجال كل عام في تركيا.
في نوفمبر 2017، وفقًا لدراسة أجراها طالب في جامعة موغلا صدقي كوتشمان، ذكر 28.5٪ من المستجيبات أنهن شهدن إساءة معاملة منزلية. وفي نفس الدراسة، قال 52.9 في المائة ممن شاركوا في علاقة إنهن تعرضن «لسوء المعاملة في المواعدة»، كما وصفه التقرير بأنه «مضايقة نفسية أو اعتداء جسدي». وكشف التقرير أيضًا أن 6.25 في المائة من الضحايا قلن إنهن لُمسن دون موافقتهن، وقالت 4.54 إنهن تعرضن للاغتصاب. كما أظهرت الدراسة أن المسيئين هم الرجال كثيرًا.
قُتل ما مجموعه 365 امرأة على يد الرجال في أول 11 شهرًا من عام 2017، وفقًا للبيانات التي جمعتها منصة الناشطين «سنوقف قتل النساء» استنادًا إلى الأخبار الواردة في وسائل الإعلام. وشدد التقرير أيضًا على أن النساء اللواتي يقعن ضحايا الاعتداء الجنسي يتعرضن إلى الإهمال من جانب أسرهن، مما يدفعهن إلى اتخاذ تدابير مستقلة لحماية أنفسهن. ينتهي أمر العديد من الضحايا النساء بالانتحار. ذكر التقرير أنه في 15 نوفمبر / تشرين الثاني، كانت النساء ضحايا للقتل بسبب «الرغبة في الحصول على الطلاق»، قُتلت 11 بالمائة بسبب «اتخاذ قرارات بشأن حياتهن بشكل مستقل»، قُتلت 7 بالمائة «لأسباب مالية»، وقد قُتلت 4 في المئة من أجل «رفض جهود الرجل للمصالحة»، وقتلت 4٪ آخرين بسبب «مناقشات حول أطفالهم». تتراوح أعمار معظم النساء اللواتي قُتلن في تركيا في نوفمبر / تشرين الثاني بين 25 و35 سنة، وأصبحت 75 في المائة من النساء في هذه الفئة العمرية ضحايا بعد رغبتهن في الحصول على الطلاق.
في عام 2017، قُتل ما مجموعه 409 امرأة و387 طفلاً تعرضوا للإيذاء الجنسي في تركيا، وفقًا للبيانات التي جمعتها مجموعة «سنوقف قتل النساء».
وفقًا لتقرير صادر عن مجموعة «سنوقف قتل النساء»، قتلا 28 امرأة وتعرضت 25 آخرون للعنف الجنسي في يناير عام 2018، وأضاف أن 147 طفلاً تعرضوا للإيذاء الجنسي خلال شهر يناير. قُتلت نسبة 21 في المائة من هؤلاء النسوة بسبب اتخاذهن قرارات تتعلق بحياتهن، بينما قُتلت نسبة 4 في المائة من النساء بسبب رفضهن إعادة علاقتهن مع شركائهن السابقين. كانت نسبة 43 في المائة تتراوح بين 36 و65 سنة، و14 في المائة أكبر من 66، و11 في المائة بين 25 و35 سنة. قُتلت غالبية النساء في المنزل. قالت المجموعة إن العدد الإجمالي لقتل النساء انخفض بشكل طفيف مقارنة بالأشهر الأخيرة من عام 2017.

### العنف بسبب اختيار الملابس

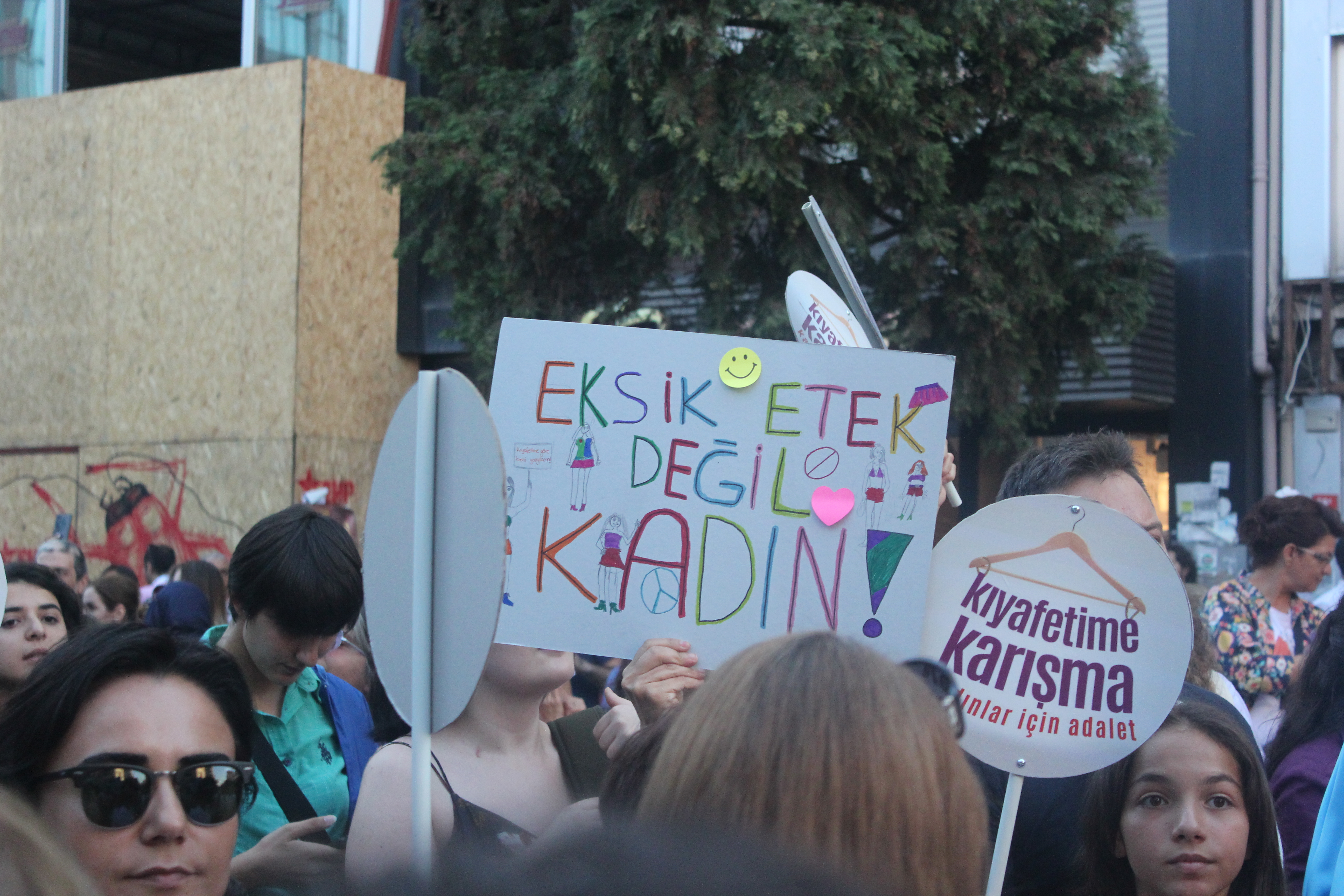
احتجاج.

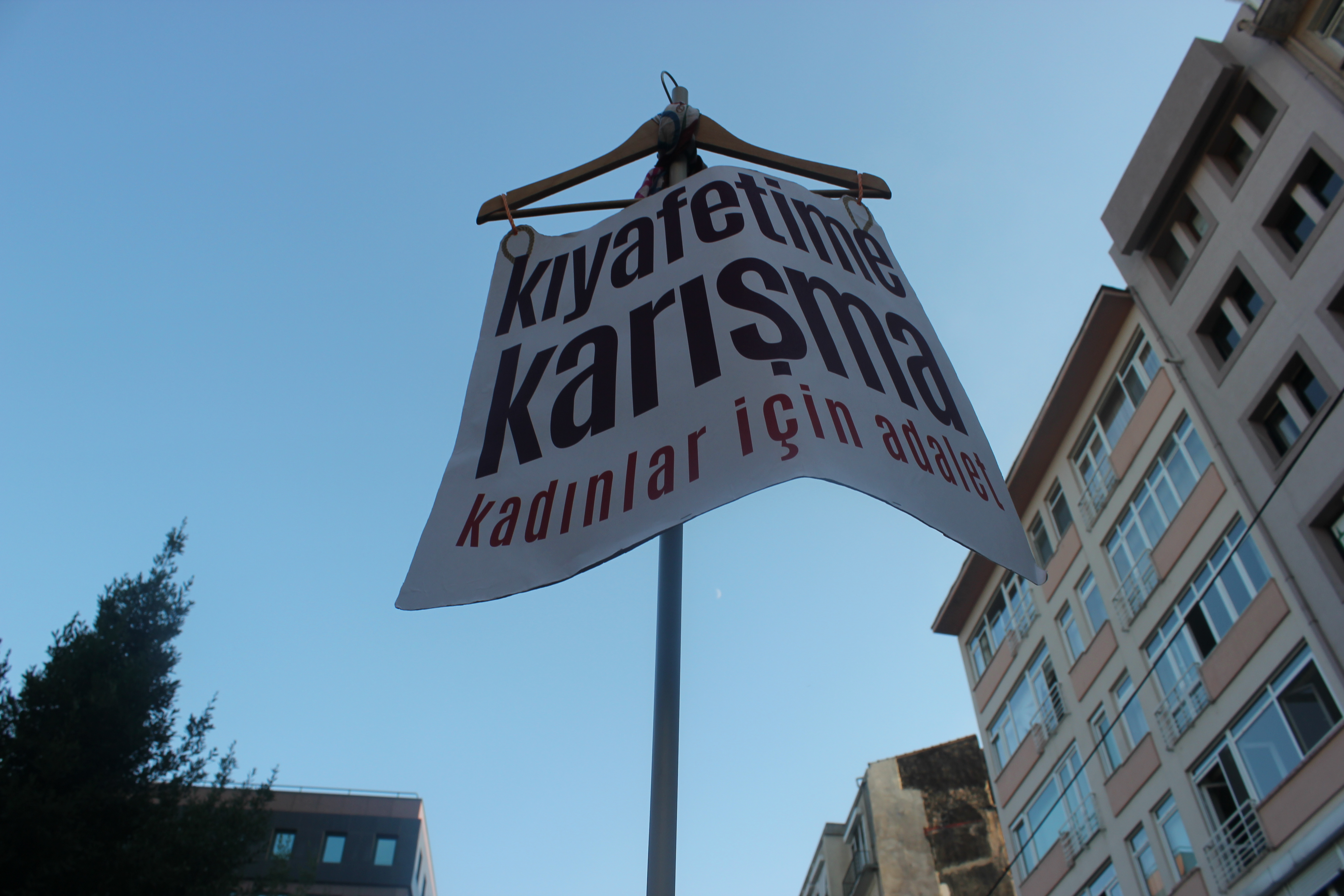
احتجاج.

في سبتمبر / أيلول 2016، أطلق رجل على تيرزي أسيجوال اسم «الشيطان» وركلها في وجهها في حافلة عامة، لارتدائها سروال قصير. وأظهرت اللقطات أن الرجل يقول لها إن أولئك اللواتي يرتدين سراويل قصيرة «يجب أن يموتن». تم استخدام وسم # AyşegülTerzininSesiOlalim آلاف المرات احتجاجًا على الهجوم، والذي يترجم إلى العربية باسم «دعونا نكون صوت تيرزي أسيجوال». كما نشرت النساء في تركيا صورًا لوسائل التواصل الاجتماعي لأنفسهن يرتدين سراويل قصيرة للتضامن معها. في 18 سبتمبر 2016، اجتمع نشطاء في إسطنبول للاحتجاج على الهجوم وضغطوا على السلطات للتركيز على إنهاء العنف ضد المرأة.
في يونيو / حزيران 2017، تعرضت طالبة جامعية، هي أسينا ميليسا صاغلام، لاعتداء لفظيًا وجسديًا على يد رجل كان في حافلة في إسطنبول لارتدائها سروالًا قصيرًا خلال شهر رمضان المبارك. التُقط الحادث على الكاميرات الأمنية. تعرضت امرأة للمضايقات في الشارع في إسطنبول عندما اتهمها رجل بارتداء ملابس مثيرة في وقت لاحق من نفس الشهر، قائلًا إنها يجب أن تكون حذرة لأنها «تثير الناس».
في يوليو / تموز 2017، خرجت مئات النساء في مسيرة في إسطنبول للاحتجاج على العنف والعداوة التي يواجهنها من الرجال المطالبين بأن يرتدين ملابس أكثر تحفظًا. يقول المتظاهرون إن هناك زيادة في عدد الهجمات اللفظية والبدنية ضد النساء لاختيارهن الملابس في تركيا في السنوات الأخيرة. أيضًا، في وقت لاحق من الشهر نفسه، قام مدير الأمن في متنزه ماتشكا في حي شيشلي في إسطنبول بإساءة معاملة شابة بسبب أسلوب ثيابها، كما اتصل بالشرطة. في 30 يوليو 2017، احتجت جمعيات حقوق المرأة في الحديقة ضد مثل هذه الأفعال.
في 10 أغسطس 2017، قام رجلان على دراجة نارية بالتحرش الجنسي بامرأتين في إزمير. ثم طلبت النساء المساعدة من شرطيين في الشارع، لكن أحدهما بدأ بضرب إحدى النساء، وفقًا لشهادة المرأة "قال الضابط إن المتحرشين كانوا على حق لأننا كنا" نرتدي ملابس غير ملائمة". وأظهرت اللقطات الأمنية أن أحد ضباط الشرطة بدأ بضرب إحدى النساء.
في أيلول / سبتمبر 2017، في أنقرة، اشتكى الجيران إلى مدير مبنى سكني حول امرأة لارتدائها شورت قصير في منزلها، مطالبين إياها بإبقاء ستائرها مغلقة. حذر المدير المرأة لإبقاء الستائر مغلقة حفاظًا على نفسها.
في مارس 2018، تم فصل مدرس بمدرسة ثانوية مهنية دينية في قونية من منصبه بسبب التعليقات التي أدلى بها حول الطالبات اللواتي يرتدين ملابس قاعة التمرينات. كما كتب أن دروس التربية البدنية يجب أن تكون صفًا اختياريًا للطلاب، حيث أنها«تعد الفتيات للشيطان».

### الاغتصاب
سجلت دراسة لآراء شائعة لأفراد من مهن مختلفة حول الاغتصاب، حيث طُلب منهم الموافقة أو عدم الموافقة؛ النتائج التالية: 33 ٪ من ضباط الشرطة اتفقوا على أن «بعض النساء تستحقن الاغتصاب»، وكذلك ما يقرب من 50 ٪ من المجموعات المهنية الأخرى باستثناء الأطباء النفسيين، حيث اقترح حوالي 18 ٪ و27 ٪ من الأطباء النفسيين أن «المظهر الجسدي وسلوكيات النساء يجذب الرجال للاغتصاب».
في عام 2015، قُتلت طالبة جامعية تركية أوزكه جان أصلان حيث قاومت محاولة اغتصاب في ميكروباص في مرسين. تم اكتشاف جسدها المحترق في 13 فبراير. ارتكب الجريمة سائق ميكروباص تركي أحمد صبحي ألتن دوكان، ووالده نجم الدين ألتن دوكان، ووصديقه فاتح جوكه. وفقا لديلي صباح التركية، أصبح أوزكه جان أصلان رمزًا للنساء التركيات اللاتي يقعن ضحايا للعنف.
في عام 2013، ذكرت صحيفة الجارديان أن «اغتصاب وتعذيب السجناء الأكراد في تركيا أمر مألوف بشكل مقلق». ووفقًا لتقرير صادر عن منظمة العفو الدولية في عام 2003، فإن حميدي أصلان، الذي اتُهم بتأييد الجماعة الكردية الانفصالية، حزب العمال الكردستاني، كان قد اعتُقل في سجن ماردين في جنوب شرق تركيا، لما يقرب من ثلاثة أشهر، حيث ورد أنه تم تعصيب عينيه، واغتصب شرجيًا بالهراوات، وهدده واستهزأ به الضباط.
يعد غالبًا الإبلاغ عن حالات الاعتداء الجنسي في تركيا أمرًا صعبًا؛ لا تزال القضية من التابوهات في الثقافة التركية، فضلًا عن حقيقة أن الكثير من وسائل الإعلام التركية لا تقدم تقارير عن مثل هذه الحالات لأنها تشوه صورة البلاد الحديثة والعلمانية. والنتيجة هي أن العديد من المظالم داخل تركيا، بما في ذلك عمليات الاغتصاب المنفذة في السجون للحفاظ على السلطة على المجتمعات، لم يسمع بها من قبل بقية العالم.

## جرائم الشرف

منطقة جنوب شرق الأناضول، حيث ترتبط هذه المنطقة من تركيا بقوة مع جرائم الشرف.

وقد أظهرت دراسة تركية أجراها فريق من جامعة دجلة في يوليو 2008 حول جرائم الشرف في منطقة جنوب شرق الأناضول، وهي المنطقة ذات الأغلبية الكردية في تركيا، أن القليل من الوصمة الاجتماعية، إن وجدت، مرتبطة بجرائم الشرف. أجرى الفريق مقابلات مع 180 من مرتكبي جرائم الشرف، وعلق أيضًا على أن هذه الممارسة لا ترتبط ببنية اجتماعية إقطاعية، «هناك أيضا مرتكبون خريجو جامعات تلقوا تعليمًا جيدًا. من بين جميع الجناة الذين شملهم الاستطلاع، كان 60 في المائة منهم إما في المدرسة الثانوية، أو خريجي الجامعات، أو على أقل تقدير، يجيدون القراءة والكتابة». في عام 2010، دفنت طفلة تبلغ من العمر 16 عامًا على يد أقاربها لمصادقتها للأولاد في جنوب شرق تركيا؛ عُثِر على جثتها بعد 40 يومًا من اختفائها. هناك حالات موثقة جيدًا، حيث حكمت المحاكم التركية على جميع الأسر بالسجن مدى الحياة بتهمة القتل دفاعًا عن الشرف. كانت هناك قضية مشابهة في 13 يناير / كانون الثاني 2009، حيث حكمت محكمة تركية على خمسة أفراد من نفس العائلة بالسجن المؤبد بسبب قتل نيل أرداس، وهي فتاة كردية تبلغ من العمر 16 عامًا كانت حاملًا نتيجة الاغتصاب.
قال تقرير يونيو 2008 الصادر عن مديرية حقوق الإنسان التابعة لرئاسة الوزراء التركية إنه في اسطنبول وحدها كان هناك جريمة قتل واحدة كل أسبوع، وأفادت عن أكثر من 1000 خلال السنوات الخمس السابقة. وأضاف أن المدن الكبرى كانت موقعًا للعديد منها، في حين أن مرتكبي هذه الجرائم في مثل هذه المدن معظمهم نشأ من شرق تركيا. أدت الهجرة الجماعية خلال العقود الماضية لسكان الريف من جنوب شرق تركيا إلى المدن الكبرى في غرب تركيا إلى وجود أعلى نسبة من جرائم الشرف المبلغ عنها مدن مثل اسطنبول، وأنقرة، وأزمير، وبورصا. حدثت معظم جرائم الشرف تحدث في المنطقة الكردية الريفية، حيث النظام الإقطاعي الأبوي لازال مستمرًا، ولكن مع فرار الأكراد من هذه المناطق، تنتشر الجريمة أيضًا في مدن عبر تركيا. يستمر دعم جرائم الشرف في بعض الأجزاء المحافظة من تركيا، وخاصة في جنوب شرق تركيا، حيث تتم معظم الجرائم. وجدت دراسة استقصائية أجريت على 500 من الرجال في ديار بكر أنه عندما سُئلوا عن العقوبة المناسبة ضد امرأة ارتكبت الزنا، قال 37٪ من أفراد العينة إنه يجب قتلها، بينما قال 21٪ إن أنفها أو آذانها يجب أن تُقطع.

### الاتجار بالبشر
في عام 2008، أشار النقاد إلى أن تركيا قد أصبحت سوقًا رئيسية للنساء الأجنبيات اللواتي يتم استدعاؤهن وإحضارهن قسريًا إلى البلاد من قبل المافيا الدولية للعمل كعبيد جنس، خاصة في المدن الكبيرة والسياحية.

### التحرش الجنسي
في 15 فبراير 2015، بدأت حملة وسائل التواصل الاجتماعي من أجل السماح للنساء بمشاركة قصصهن الخاصة بالتحرش الجنسي تحت وسم #sendeanlat (احكِ قصتك أيضًا)، بعد أن قُتلت امرأة تبلغ من العمر 20 عامًا بوحشية في تركيا. اعتبارًا من 25 فبراير 2015، كان هناك أكثر من 800000 تغريدة.
في عام 2015، قامت عارضة الأزياء التركية ديدام سويدان، بالتغريد بأنها تلقت رسائل نصية مسيئة، بعد أن أدلت بشهادة وأعطت رقم هاتفها الخلوي للشرطة في حالة امرأة أُجبرت على ركوب سيارة بعد تعرضها للضرب. بالإضافة إلى ذلك، قامت الممثلة بيرين سات بتغريد تجاربها الخاصة حول التحرش الجنسي والانتهاكات.
في يونيو / حزيران 2018، اتهمت الممثلة التركية هاندا أتايزي ومساعدة تركية للأزياء الممثل طلعت بولوت بالتحرش الجنسي. وقدم ما مجموعه 56 منتجًا ومديرًا في تركيا الدعم للضحايا ببيان مكتوب. وذُكر في البيان ما يلي: «نعرف أنه من الصعب على المرأة فضح حوادث المضايقة والإيذاء في تركيا». رفض الممثل هذه الادعاءات وهدد بإطلاق دعوى مضادة.

## المؤسسات الدينية والنساء
في عام 2017، شبه مفتي منطقة غولكوك في محافظة قوجه ايلي النساء دون غطاء الرأس بالمنتجات المباعة بنصف الثمن. في عام 2018، قال مفتي زونغولداق
«يجب على النساء أن يدخلن البحر بطريقة لا تستطيع النساء الأخريات رؤيتها. حتى النساء يجب أن يخفين أجسادهن من النساء الأخريات،»

## التعليم

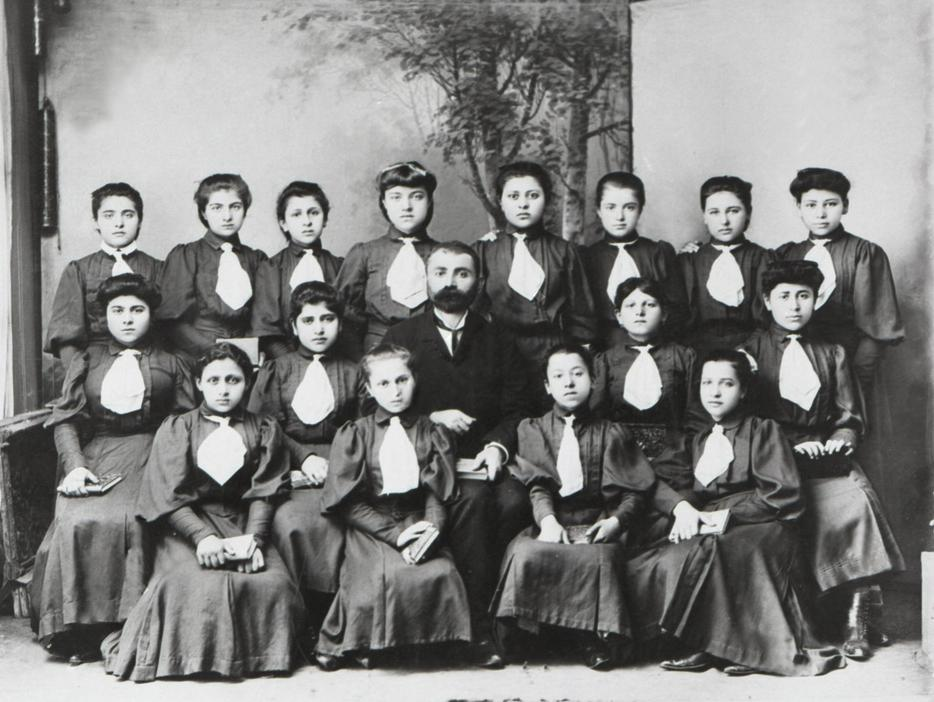
مدرسة البنات في تريبزوند (طرابزون الحديثة)، في أوائل القرن العشرين.

في حين لا تزال معدلات إجادة القراءة والكتابة بين الرجال متزايدة، نمت معدلات إجادة القراءة والكتابة بين النساء في تركيا بشكلٍ كبير إلى 91.8 ٪ في عام 2015. تنتشر الأمية على وجه الخصوص بين النساء الريفيات اللواتي لا يذهبن إلى المدارس في الغالب. تتراوح أعمار نصف الفتيات اللواتي لسن في نظام التعليم ولا في القوى العاملة بين 15 و19 سنة. تشارك الحكومة ومؤسسات أخرى مختلفة في حملات التثقيف في جنوب شرق الأناضول من أجل تحسين معدل معرفة القراءة والكتابة ومستويات تعليم النساء. في عام 2008، كانت 4 ملايين امرأة أميّة، مقابل 990 ألف رجل. أظهر استطلاع أجرته جمعية رواد الأعمال في تركيا في عام 2008 أن نصف النساء في المناطق الحضرية في تركيا يعتقدن أن الاستقلال الاقتصادي للمرأة لا ضرورة له، وهذا تراث من النظام الأبوي في رأي عالم النفس ليلى نافارو.
في 2012-2013، تجاوزت نسبة البنات في المدارس (99.61٪ اعتبارًا من 2014 وفقًا للمعهد التركي للإحصاء) نسبة الأولاد لأول مرة في التاريخ التركي. وظلت الفجوة بين الجنسين في التعليم الثانوي (أقل بنسبة 5.3 في المائة من الفتيان)، وإن كان بمستويات أقل بكثير مقارنة بالسنة الدراسية 2002-2003 (25.8 في المائة). ومع ذلك، زادت الفجوة بين الجنسين في التعليم العالي بين عامي 2002 و2012 إلى 9.5 ٪. لا تزال هناك اختلافات إقليمية كبيرة، حيث أن 15.9٪ فقط من الفتيات يلتحقن بالمدارس الثانوية في محافظة موش اعتبارًا من عام 2010، مقابل 82.4٪ في مقاطعة بيلجيك، وهي المقاطعة ذات أعلى نسبة. في عام 2009، كانت المقاطعات ذات النسب المدرسية الأدنى للفتيات هي بدليس، ووان، وهكاري، وتقع كلها في جنوب شرق تركيا، بينما كانت النسبة الأعلى في أنقرة، وإزمير، ومرسين، كلها في غرب تركيا. إن معدلات التسرب للفتيات في المرحلة الابتدائية أعلى من الفتيان، خاصة في سن الخامسة والسادسة.
أفادت دايلي هابيرتورك في 9 يناير 2018، أن ثلاث جامعات فقط في تركيا لديها نساء في منصب رئيس الجامعة، على الرغم من أن النساء يشكلن 43.58 في المائة من جميع الأكاديميين في البلاد. ووفقًا للمتخصص في التعليم علاء الدين دينسير، فإن غياب المرأة بين مجالس إدارة الجامعات هو نتيجة «لقرار متعمد».

## التوظيف

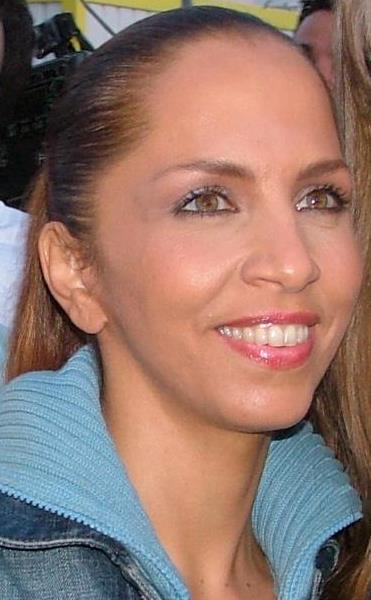
سرتاب أرانر، مغنية تركية، فازت بمسابقة الأغنية الأوروبية في عام 2003.

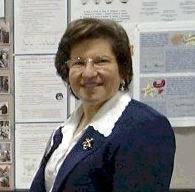
جانيت اكيوز ماتيي، 2009، عالمة فلك.

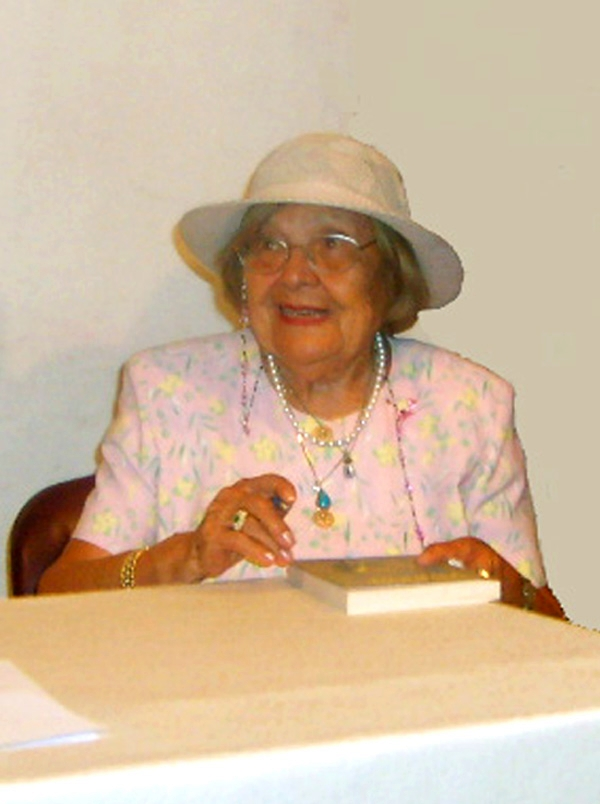
معزز إيليمييه تشيغ، 2009، مختصة في علم الآثار وعلم الآشوريات.

كان معدل العمالة (للأعمار من 15 إلى 64)، اعتبارًا من عام 2015، 30.5٪ للنساء، وهو أقل بكثير من معدل الرجال الذي كان 69.8٪. في عام 2011، من بين 26 مليون امرأة قابلة للتوظيف، كانj 5.9 مليون فقط في القوى العاملة. 23.4 ٪ من النساء إما أجبرن على ترك العمل أو منعن منه. تبلغ نسبة النساء غير المشمولين بالضمان الاجتماعي 84٪ في الشرق و87٪ في الجنوب الشرقي.
وقد انخفضت عمالة المرأة منذ عام 2000 وتراجعت مشاركة المرأة في القوى العاملة، حيث أصبحت تركيا متخلفة عن بعض البلدان الإسلامية وكذلك البلدان الغربية. ويعتبر تزايد هجرة النساء الريفيات اللائي كن يعملن في قطاع الزراعة أحد الأسباب. وبالمقارنة مع البلدان الإسلامية الأخرى، بما في ذلك المملكة العربية السعودية وإيران، فإن تركيا هي الوحيدة التي يقل فيها معدل توظيف المرأة.
وفقًا للبنك الدولي، شكلت النساء 30.5 ٪ من قوة العمل في عام 2014 (دون تغيير تقريبًا عن عام 1990 عندما شكلت 30.8 ٪).
من ناحية أخرى، من الممكن أن يكون اشتراك المرأة في القوى العاملة دون التقديرات الرسمية، وذلك بسبب عمل النساء في الاقتصاد غير الرسمي.
على الرغم من انخفاض مشاركة المرأة نسبيًا في القوى العاملة مقارنة بالبلدان الأخرى، فإن المرأة في تركيا مُمَثلة تمثيلًا جيدًا في عالم الأعمال؛ على سبيل المثال، نسبة النساء في الأدوار القيادية في مجال الأعمال في تركيا تقترب من ضعف نسبة النساء في ألمانيا.
في 19 أكتوبر / تشرين الأول 2017، قال رئيس المؤسسة التركية للأعمال (TÜRKONFED) إن نصف النساء في القوى العاملة التركية غير مسجلات وأن نسبة العاملات غير المسجلات في البلاد أعلى بكثير من نسبة الرجال. وقال أيضًا إن تركيا يجب أن ترفع مشاركة المرأة في القوى العاملة لضمان التنمية المستدامة، مضيفًا أن تركيا هي الدولة الوحيدة في أوروبا التي يقل فيها معدل التوظيف بين النساء عن 40 في المائة.
اعتبارا من عام 2018، تعمل 34 ٪ فقط من النساء في تركيا، بحيث أصبحت الأدنى بين الخمس وثلاثين دولة صناعية في منظمة التعاون الاقتصادي والتنمية (OECD) حيث يبلغ المتوسط 63 ٪.
في 19 يونيو 2018، غرمت المحكمة الأوروبية لحقوق الإنسان تركيا 11000 يورو بسبب رفض شركة توزيع الكهرباء المملوكة للحكومة تعيين امرأة كموظفة أمن بسبب جنسها. في أكتوبر / تشرين الأول 1999، اجتازت طالبة، هيليا إبرو ديميريل، امتحان الخدمة المدنية وأُبلغت بأنها ستُعين ضابطة أمن في فرع كلس التابع لشركة توزيع الكهرباء التركية (TEDAŞ). ومع ذلك، رفضت الشركة تعيينها، مستشهدة بإخفاقها في مطابقة شرط أن يكون المنصب «رجلاً أكمل الخدمة العسكرية». وقد فازت مقدمة الطلب في البداية بقضية تتعلق بالتمييز ضد الشركة في عام 2001، لكن القرار أُلغي على طعن من قبل المحكمة الإدارية العليا في ديسمبر / كانون الأول 2002. وكانت جميع النداءات اللاحقة المقدمة من ديميريل غير ناجحة، مما أدى في النهاية إلى تقديم استئناف في المحكمة الأوروبية لحقوق الإنسان في 17 يونيو / حزيران 2008.

## الرقابة
في مارس 2018، منع رئيس البرلمان إسماعيل كهرمان نساء فرقة من الظهور على خشبة المسرح، في ذكرى حملة جاليبولي في البرلمان التركي. شعر بالإهانة من أن الممثلات اللواتي يلعبن أمهات الجنود سيعانقن الرجال بشكلٍ علني.

## الحياة العائلية

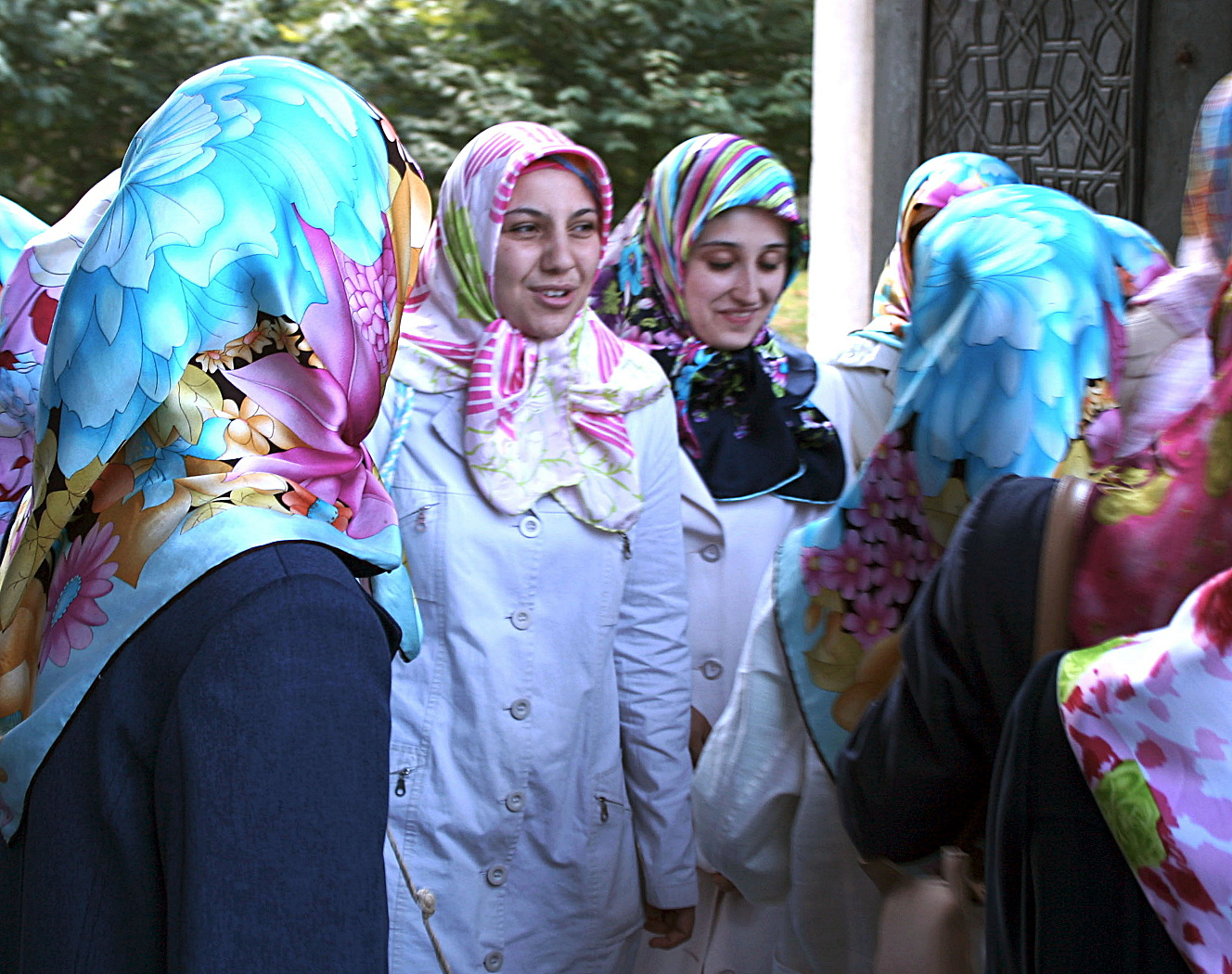
مجموعة من النساء التركيات - 2010

في المتوسط، كان 28٪ من النساء التركيات متزوجات قبل سن الثامنة عشر. وبسبب الاختلافات الإقليمية الكبيرة في حالات زواج القاصرات، فإن 40 إلى 50٪ منهن متزوجات كقصّر في بعض المناطق، خاصة في شرق ووسط الأناضول. ينص تقرير صادر عن لجنة تكافؤ الفرص للنساء والرجال على أن «زيجات الطفولة» مقبولة بشكل واسع من قبل المجتمع التركي. لا يزال يدفع الصداق في أجزاء من تركيا.
في عام 2016، سعى حزب العدالة والتنمية المحافظ الإسلامي الحاكم إلى إصدار تشريع لا يجرب اغتصاب الأطفال إذا ما عرض الجاني الزواج على الضحية؛ تم سحب هذا بعد غضب شعبي ضد ما اعتبر على نطاق واسع محاولة «لإضفاء الشرعية على الاغتصاب وتشجيع زواج الأطفال».
في فبراير / شباط 2018، أفادت صحيفة دايلي هابيرتورك أن هناك ازدياد عدد النساء التركيات اللواتي يسعين بشكل غير شرعي إلى الأم البديلة في الخارج، لا سيما في البلدان التي تكون فيها هذه الممارسة شائعة وقانونية، كما هو الحال في قبرص اليونانية، وجورجيا، والولايات المتحدة، أو اللواتي يعرضن تأجير رحمهن مقابل المال. تعد هذه الممارسة محظورة بموجب القانون التركي.

### حمل المراهقات
ذكرت المديرية العامة لشؤون السكان والمواطنة، أن 2730 فتاة دون سن 15 سنة، و84848 فتاة تتراوح أعمارهن بين 15 و17 سنة أنجبن في عام 2001.
ذكر معهد التركي الإحصائي (TÜIK) أن 16,396 فتاة تتراوح أعمارهن بين 15 و17 سنة ولدن في جميع أنحاء تركيا في عام 2016، بالإضافة إلى 234 فتاة أصغر من 15 عامًا.
في عام 2017، تم علاج 186 من الفتيات الحوامل دون السن القانونية في مقاطعة أدرنة.
في عام 2017، عولجت 186 فتاة حامل دون السن القانونية في مقاطعة أدرنة.
في يناير 2018، كشفت تقارير إعلامية أن مستشفى واحد في إسطنبول قام بتغطية أكثر من 100 حالة حمل دون السن القانونية في ستة أشهر فقط.

## الحجاب
| هل تغطين شعرك عند الخروج؟ | هل تغطين شعرك عند الخروج؟ | هل تغطين شعرك عند الخروج؟ | هل تغطين شعرك عند الخروج؟ |
| ------------------------- | ------------------------- | ------------------------- | ------------------------- |
|                           | 1999                      | 2012                      |                           |
| لا أفعل ذلك               | 47.3%                     | 66.5%                     |                           |
| نعم، أرتدي الحجاب         | 33.4%                     | 18.8%                     |                           |
| نعم، أرتدي التوربان       | 15.7%                     | 11.4%                     |                           |
| نعم، أرتدي رداء الملاءة   | 3.4%                      | 0.1%                      |                           |
| NI/NA                     | 0.3%                      | 2.2%                      |                           |

وقد قدرت دراسة أجرتها مؤسسة الدراسات الاقتصادية والاجتماعية التركية عام 2006 انتشار تغطية الشعر بين النساء التركيات بنسبة 30٪. هناك اختلافات إقليمية: في عام 2005، غطت 30٪ من النساء في إسطنبول شعرهن، بينما في وسط وشرق تركيا، نادرًا ما تشاهد النساء في الشوارع، ويرتدين الحجاب في الأماكن العامة.
وجد المسح الذي أجري عام 2006 أنه بالمقارنة مع دراسة سابقة أجريت في عام 1999، فإن عدد النساء اللواتي يستخدمن غطاء للرأس قد ازداد في المناطق الريفية، لكنه انخفض في المدن. ووجد أيضًا أن رداء الملاءة، النسخة التركية من النقاب العربي، لم ترتديه النساء تقريبًا في الفئة العمرية 18-39.
من عام 1999 إلى عام 2006، ارتفعت نسبة النساء اللواتي لا يرتدين غطاء الرأس في الفئة العمرية 25-39 من 28٪ إلى 41.5٪، وارتفعت في الفئة العمرية 18-24 من 40.5٪ إلى 50.7٪. كما يختلف معدل الانتشار حسب الدخل: ففي عام 2006، تم الكشف عن 37.2 ٪ من النساء في الفئة ذات الدخل المتوسط، مقارنة بـ 71.2 ٪ في فئة الدخل المرتفع.
سأل نفس الاستطلاع الرجال العزاب عما إذا كانوا يريدون أن تغطي زوجاتهن المستقبليات رأسهن: أجاب 56٪ بلا، و44٪ نعم. قالت فقط 1.1٪ من النساء إنهن يغطين بسبب أزواجهن، أو خطبائهن، أو عائلتهن.

## صحة المرأة

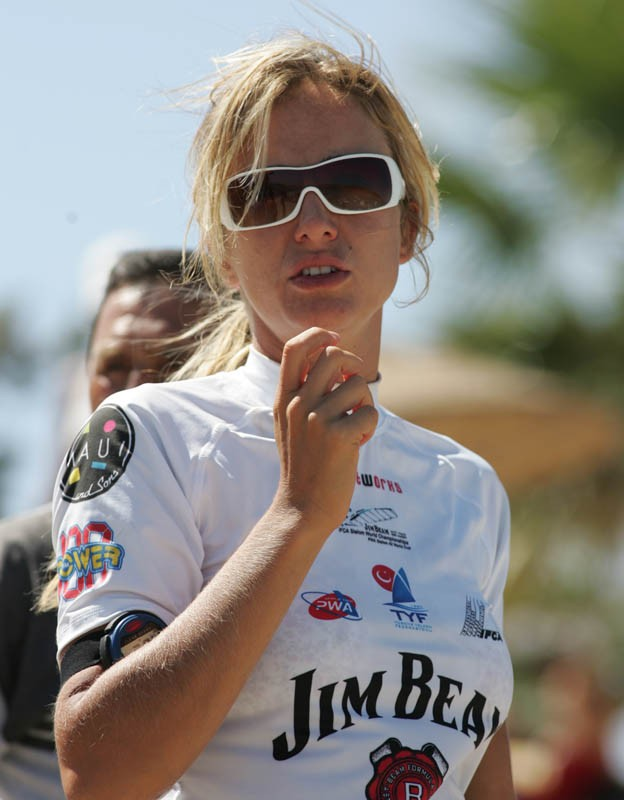
تشالا كوبات، 2006، عارضة أزياء تركية وتمارس ركوب القوارب الشراعية.

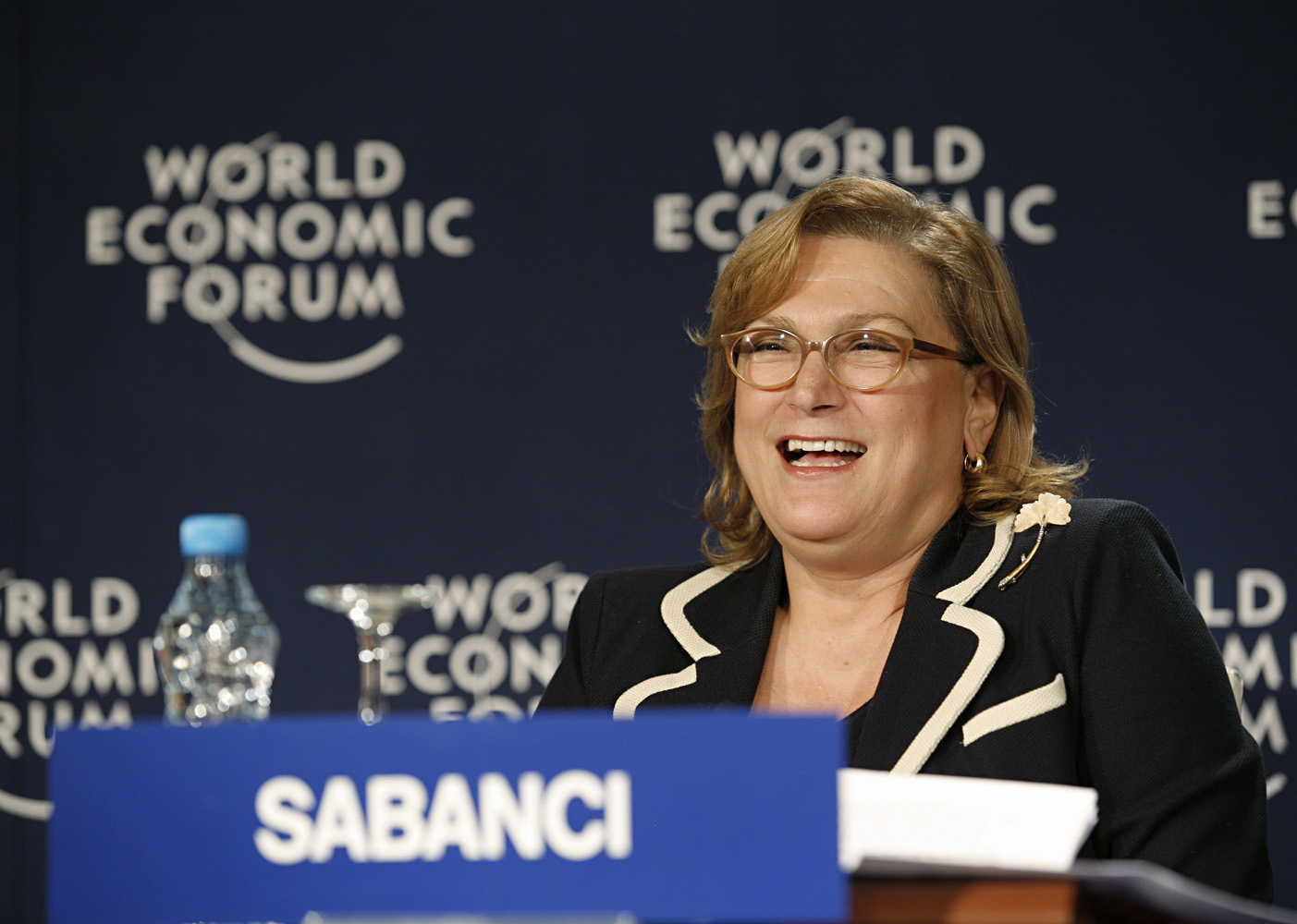
غولر صابنجي، 2008، سيدة أعمال تركية.

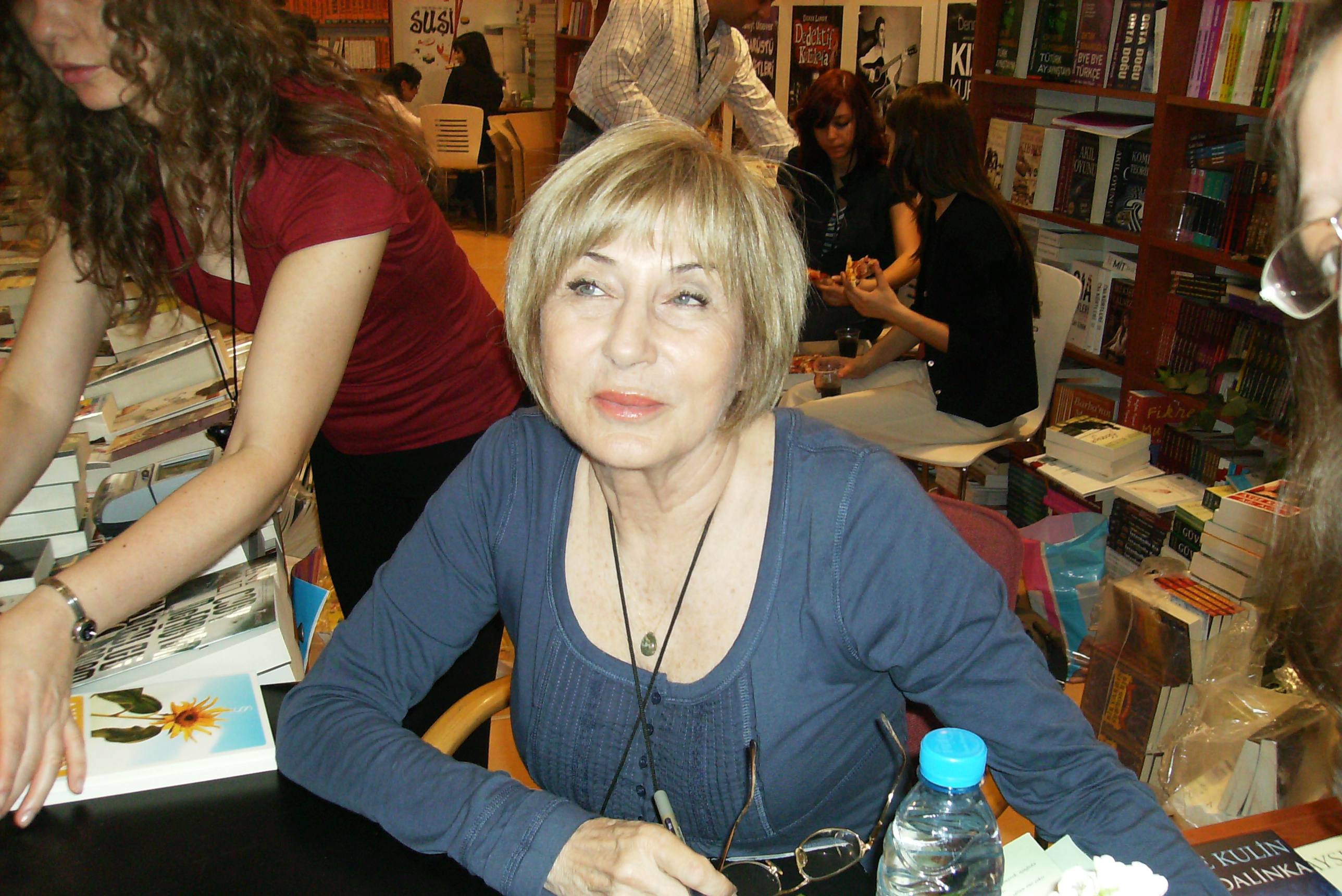
عائشة كولين، 2008، كاتبة تركية.

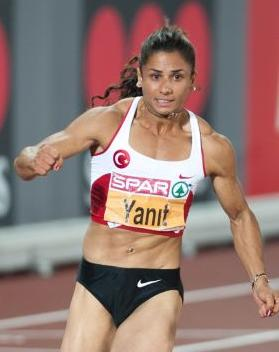
نيفين يانيت، 2012، عداءة تركية، فائزة في بطولة أوروبا لألعاب القوى في عامي 2010 و2012 في سباق 100 متر حواجز.

منذ عام 1985، للمرأة التركية الحق في ممارسة الإجهاض بحرية في الأسابيع العشرة الأولى من الحمل والحق في أدوية منع الحمل التي يدفعها الضمان الاجتماعي. أعطت التعديلات التي أُدخلت على القانون المدني في عام 1926 الحق للمرأة في الشروع في الطلاق والحصول عليه؛ واعترفت مالطا (بلد عضو في الاتحاد الأوروبي) بهذا الحق لكل من الرجال والنساء في عام 2011. جادل رئيس الوزراء التركي أردوغان أنه يجب أن يكون للنساء ثلاثة أطفال على الأقل.
تعتبر حالة الصحة الإنجابية في تركيا للسكان، وخاصة النساء، منخفضة مقارنة بالبلدان الأخرى التي هي على نفس مستوى التنمية. وعلى الرغم من تحسن متوسط العمر المتوقع، إلا أنه لا تزال معدلات وفيات الأمهات والرضع أعلى من المعدلات الإقليمية، بالمقارنة مع أوروبا. قد تكون بعض نتائج المسح الصحي الديموغرافي التركي (TDHS) لعام 2003 هامة في تفسير الوضع المتدني للصحة الإنجابية في البلاد: يبلغ مستوى الحمل غير المرغوب فيه 11٪، ما يقرب من خُمس النساء الحوامل لا يتلقين رعاية ما قبل الولادة. تتم خُمس الولادات خارج المرافق الصحية. بالإضافة إلى ذلك، ما يقرب من خمس جميع الولادات تتم بدون مساعدة الطبيب أو العاملين الصحيين المدربين. وسائل منع الحمل الحديثة منخفضة. استخدام الواقي الذكري بين الرجال المتزوجين هو حوالي 11 ٪.
تحتل تركيا المرتبة 94 من بين 177 بلدًا وفقًا لمؤشر التنمية البشرية لعام 2005، استنادًا إلى بيانات عام 2003. يشير تقرير التنمية البشرية أيضًا إلى اختلافات إقليمية خطيرة داخل البلد
يعد معدل الوفيات أثناء الولادة مسألة أخرى مثيرة للقلق. ووفقًا لأرقام وزارة الصحة (في عام 2011)، فإن معدل وفيات الأمهات لا يزال يبلغ 15.5 في المائة، وهو معدل مرتفع جدًا مقارنة بالبلدان المتقدمة الأخرى.

### الاختلافات الحضرية-الريفية في خدمات الصحة الإنجابية للمرأة
تبلغ نسبة النساء في تركيا اللواتي لا يتلقين أي رعاية سابقة للولادة 12 ٪ في المناطق الحضرية بينما يقف الرقم عند الثلث بالنسبة لأولئك اللاتي يعيشن في المناطق الريفية. من المرجح أن تتلقى الأمهات اللواتي يعشن في المناطق الحضرية الرعاية السابقة للولادة من طبيب أكثر من أولئك الذين يعيشون في المناطق الريفية (84٪ و58٪ على التوالي). تدرك العديد من النساء في تركيا أهمية الزيارة المبكرة للرعاية السابقة للولادة. تسعى المزيد من النساء في المناطق الحضرية (80٪) للحصول على الرعاية السابقة للولادة قبل الشهر السادس من الحمل مقارنةً بالمرأة في المناطق الريفية (52٪). تتجاوز تغطية الرعاية السابقة للولادة 80٪ في جميع المناطق باستثناء الشرق، حيث تلقت 61٪ من الأمهات في ولاداتهن الأحدث في 5 سنوات السابقة للمسح الديموغرافي. وفي ضوء الاتجاه الأكبر بين النساء الريفيات للتأخر في الحصول على الرعاية، فإن متوسط فترة الحمل في الزيارة الأولى للولادة هي 2.6 شهر في المناطق الحضرية و3.5 شهر في المناطق الريفية.
انخفض عدم تلبية متطلبات لتنظيم الأسرة في تركيا من 10 ٪ في عام 1998 إلى 6 ٪ في عام 2003، ولكن هذا هو الأعلى بين النساء اللواتي تتراوح أعمارهن بين 15-29 سنة والنساء اللواتي يعشن في المناطق الريفية. تختلف الاحتياجات غير الملباة حسب المنطقة من 3٪ من النساء في الغرب إلى 15٪ من النساء في الشرق.
وكثيرًا ما يرتبط الوصول المحدود للخدمات الصحية واستهلاكها المنخفض في المناطق الشرقية، والجنوبية الشرقية، والمناطق الريفية في جميع أنحاء البلد بالوضع الاجتماعي المتدني للأسرة، لا سيما المرأة.

## بيبليوغرافيا عن الحركة النسوية في تركيا

### تاريخ الحركة النسوية في تركيا

#### الحركة النسوية خلال الإمبراطورية العثمانية
- Berktay, Fatmagul. (2000). "Osmanlı'dan Cumhuriyet'e Feminizm". Tarihin Cinsiyeti, 2006, Istanbul: Metis Yayinlari. s. 88-111
- Cakir, Serpil. (1996). Osmanli Kadin Hareketi. Istanbul, Metis Kadin Arastirmalari Dizisi, Metis Yayinlari.
- Adivar, Halide Edip. (1913). "Yirminci Asırda Kadınlar" Mektep Müzesi Dergisi.
- Karakisla, Yavuz Selim. (1999). "Osmanli Hanimlari ve Hizmetci Kadinlar", Toplumsal Tarih, Mart 1999, sayi 63, s. 15–24.
- Melissa Bilal ve Lerna Ekmekçioğlu, Bir Adalet Feryadı: Osmanlı'dan Türkiye'ye Beş Ermeni Feminist Yazar, "Hayganuş Mark" (İstanbul: Aras Yayınları), s. 242–263.
- Mojab, Shahrzad. (?). "Part 1: Historical Perspectives". Women of a Non-State Nation: The Kurds. Mazda Publication. s. 25–94.
- Toprak, Zafer. (1992). "II. Mesrutiyet Doneminde Devlet, Aile ve Feminizm", Sosyo-Kulturel Degisme Icinde Turk Ailesi, cilt 1, Basbakanlik Aile Arastirma Kurumu Yayinlari, Ankara, s. 237.
- Zihnioglu,Yaprak. (2003). Kadınsız İnkılap. Metis. (especially pp. 54–115, chap. 5–7.)
- Safarian Alexander. (2007). On the History of Turkish Feminism, "Iran and the Caucasus", vol.11.1, Brill, Leiden - Boston, pp. 141–152.

#### الجمهورية والنسوية
- Aksit، Elif Ekin (2005). Kizlarin Sessizligi: Kiz Enstitulerinin Uzun Tarihi. Istanbul: Iletisim Yayinlari.
- Arat, Zehra F. (1998). "Kemalizm ve Turk Kadini", (der) Ayse Berktay Hacimirzaoglu, 75 Yilda Kadin ve Erkekler. Istanbul: Turkiye Ekonomik ve Toplumsal Tarih Vakfi Yayini, 51–58.
- Arat، Zehra (1994). Turkiye'de Kadin Olmak (der). Istanbul: Say Yayinlari.
- Arat، Zehra F. (Fall 1994). "Kemalism and Turkish women". Women and Politics. تايلور وفرانسيس. ج. 14 ع. 4: 57–80. DOI:10.1300/J014v14n04_05. مؤرشف من الأصل في 2021-01-12. {{استشهاد بدورية محكمة}}: الوسيط |ref=harv غير صالح (مساعدة)صيانة الاستشهاد: postscript (link)
- Berktay, Fatmagul. (1993). "Turkiye Solunun Kadina Bakisi: Degisen Bir Sey Var mi?" (der) Sirin Tekeli, 1980'ler Turkiye'sinde Kadin Bakis Acisindan Kadinlar. Istanbul: Iletisim Yayinlari.
- Çağlayan، Handan (2007). Analar Yoldaslar Tanricalar: Kurt Hareketinde Kadinlar ve Kadin Kimliginin Olusumu. Istanbul: Iletisim Yayinlari. ISBN:9789750504921.
- Durakbasa، Ayse (1989). "Cumhuriyet Doneminde Kemalist Kadin Kimliginin Olusumu" Tarih ve Toplum". Tarih ve Toplum. Iletisim Yayinlari. ج. 9 ع. 51. {{استشهاد بدورية محكمة}}: الوسيط |ref=harv غير صالح (مساعدة)صيانة الاستشهاد: postscript (link)
- Ergün، Emek (فبراير 2013). "Feminist translation and feminist sociolinguistics in dialogue: A multi-layered analysis of linguistic gender constructions in and across English and Turkish". Gender and Language. Equinox. ج. 7 ع. 1: 13–33. DOI:10.1558/genl.v7i1.13. مؤرشف من الأصل في 2021-01-12. {{استشهاد بدورية محكمة}}: الوسيط |ref=harv غير صالح (مساعدة)صيانة الاستشهاد: postscript (link)
- Edip، Halide (2000). Turk Modernlesmesi ve Feminizm. Istanbul: Iletisim Yayinlari.
- Koçak, Mine. 80'li Yıllar Kadın Hareketi Link to the original document.
- Mojab، Shahrzad (2001)، "Introduction: The solitude of the stateless-Kurdish women at the margins of feminist knowledge"، في Mojab، Shahrzad (المحرر)، Women of a non-state nation: the Kurds، Costa Mesa, California: Mazda Publishers، ص. 1–10، ISBN:9781568590936. {{استشهاد}}: الوسيط |ref=harv غير صالح (مساعدة) Pdf of book contents.
- Tekeli, Sirin. (1998). "Birinci ve İkinci Dalga Feminist Hareketlerin Karşılaştırılmalı İncelemesi Üzerine bir Deneme." 75 Yılda Kadınlar ve Erkekler, İş Bankası ve Tarih Vakfı Yayınları, s. 337–346.
- Stella, Ovadia ve Gülnur Savran; Bozan & Ekin, & Ramazanoglu & Tuksal pieces in Özgürlüğü Ararken, Amargi, s. 37–57, 81–101, 203–221, s. 221–239 (roza ve jujin dergileri), 239–257.
- Nukhet، Sirman (1993). "Feminism in Turkey: A Short History". New Perspectives on Turkey. Contemporary Turkish Studies at the London School of Economics and Political Science. ج. 3 ع. 1: 1–34. مؤرشف من الأصل في 2014-12-24. {{استشهاد بدورية محكمة}}: الوسيط |ref=harv غير صالح (مساعدة)صيانة الاستشهاد: postscript (link)
- Selections from Amargi no. 3, Projen Var Mı? (tarih??)

### عن النساء والنوع الاجتماعي

#### الإسلام، والقومية، والدولة القومية
- Acikel, Fethi. (1996). "Kutsal Mazlumlugun Psikopatolojisi", Toplum ve Bilim. (70): 153–199.
- Akin Feride. (1998). "Turban Sorunu: En Buyuk Dusman", Birikim dergisi 114.

#### وسائل الإعلام والمرأة
- Aktanber, Ayse. (1993). "Turkiye'de Medya'da Kadin: Serbest, Musait Kadin veya Iyi Es, Fedakar Anne", (der) Sirin Tekeli, 1980'ler Turkiyesinde Kadin Bakis Acisindan Kadinlar. Istanbul: Iletisim Yayinlari.
- Asuman, Süner. Hayalet Ev: Yeni Türk Sinemasında Aidiyet, Kimlik ve Bellek, "Vasfiye'nin Kız Kardeşleri" (İstanbul: Metis Yayınları), s. 291–305.

#### أجساد النساء، والجنس، والعنف
- Ayse Gul Altınay and Yesim Arat, 2007. Türkiye'de Kadına Yonelik Siddet. [Click on for the original document: http://www.kadinayoneliksiddet.org/TurkiyedeKadinaYoneliksiddet.pdf نسخة محفوظة 6 نوفمبر 2015 على موقع واي باك مشين. ]
- Kadioglu Ayse (1998) "Cinselligin Inkari: Buyuk Toplumsal Projelerin Nesnesi Olarak Turk Kadinlari", 75 Yilda Kadinlar ve Erkekler, Tarih Vakfi Yurt Yayinlari.
- Sümer، Sevil؛ Eslen-Ziya، Hande (فبراير 2017). "New waves for old rights? Women's mobilization and bodily rights in Turkey and Norway". European Journal of Women's Studies. Sage. ج. 24 ع. 1: 23–38. DOI:10.1177/1350506815619878. مؤرشف من الأصل في 2020-03-17. {{استشهاد بدورية محكمة}}: الوسيط |ref=harv غير صالح (مساعدة)صيانة الاستشهاد: postscript (link)

#### تقسيم العمل المرتبط بالنوع الاجتماعي
- Hattatoglu-Ozbek Dilek. (2002). "Ev Eksenli Calisma Stratejileri" (der) Aynur Ilyasoglu, Necla Akgokce, Yerli Bir Feminizme Dogru. Istanbul: Sel Yayincilik.
- Ozbay Ferhunde (1998) "Turkiye'de Aile ve Hane Yapisi: Dun, Bugun, Yarin", (der) Ayse Berktay Hacimirzaoglu, 75 Yilda Kadin ve Erkekler. Istanbul: Turkiye Ekonomik ve Toplumsal Tarih Vakfi Yayini.
- (2002) "Evlerde El Kizlari: Cariyeler, Evlatliklar, Gelinler", (yay. Haz. Ayse Durakbasa) Tarih Yaziminda Sinif ve Cinsiyet. Istanbul: Iletisim Yayinlari.
- Ozyegin Gul (2003) "Kapicilar, Gundelikciler ve Ev Sahipleri: Turk Kent Yasaminda Sorunlu Karsilasmalar", (der) Deniz Kandiyoti, Ayse Saktanber, Kultur Fragmanlari/ Turkiye'de Gundelik Hayat. Istanbul: Metis.
- (2004) Baskalarinin Kiri/Kapicilar, Gundelikciler ve Kadinlik Halleri (Cev. Sugra Oncu) Istanbul: Iletisim Yayinlari.
- Yasin, Yael Navaro. (2000). "Cumhuriyetin Ilk Yillarinda Ev Isinin Rasyonellesmesi", Toplum ve Bilim (84).
- Sirman, Nukhet. (2002). "Kadinlarin Milliyeti", Modern Turkiye'de Siyasi Dusunce (Cilt 4), Istanbul: Iletisim Yayinlari.

#### المرأة وحقوق الملكية
- Toktas، Sule؛ O’Neil، Mary Lou (ديسمبر 2013). "How do women receive inheritance? The processes of Turkish women's inclusion and exclusion from property". Asian Women  [لغات أخرى]‏. Research Institute of Asian Women (RIAW). ج. 29 ع. 4: 25–50. DOI:10.14431/aw.2013.12.29.4.25. مؤرشف من الأصل في 2020-03-17. {{استشهاد بدورية محكمة}}: الوسيط |ref=harv غير صالح (مساعدة)صيانة الاستشهاد: postscript (link) صيانة الاستشهاد: علامات ترقيم زائدة (link)

#### المرأة والعمل
- Erdogan Necmi (2002) "Yok-Sanma: Yoksulluk, Maduniyet ve Fark Yaralari", (der) Necmi Erdogan, Yoksulluk Halleri. Istanbul: Demokrasi Kitapligi.
- Savran Gulnur (2004) Beden, Emek, Tarih: Diyalektik Bir Feminizm Icin. Istanbul: Kanat Yayincilik.
- Bora, Aksu (2005). Kadınların Sınıfı. İletişim. pp. 59–182 (the theoretical overview from pp. 21–59 is highly recommended by Ayse Parla for her gernder class in Sabanci)

#### المرأة ونوع الجنس (عمومًا)
- Agduk-Gevrek, Meltem. (2000). "Cumhuriyet'in Asil Kizlarindan 90'larin Turk Kizlarina" Vatan, Millet, Kadinlar, Iletisim.
- Alakom Rohat 1998. "Araştırmalarda Adı Fazla Geçmeyen Bir Kuruluş: Kürt Kadınları Teali Cemiyeti." Tarih Toplum 171 (March): 36–40.
- Amargi. (2009). Kadinlar Arasinda: Deneyimlerimiz hangi kapilari aciyor: II. (der).
- Amargi (Aralik 2008). Oda: Virginia Woolf'un odasindayiz: Deneyimlerimiz hangi kapilari aciyor –I.
- Arat, Zehra. (1997). Kadinlarin Gundemi. (der). Istanbul, Say Yayinlari.
- Arat, Zehra. (1996). Kadin Gerceklikleri. (der). Istanbul, Say Yayinlari.
- Bora Aksu, Asena Gunal, and Gulnur Savran (tarih?), "Yuvarlak Masa." Birikim.
- Edip Halide (1987) Zeyno. Istanbul: Remzi Kitabevi.
- Gürbilek Nurdan. (2004). "Kadınsılaşma Endişesi: Efemine Erkekler, Hadım Oğullar, Kadın-Adamlar," In Kör Ayna, Kayıp Şark. Metis.
- Mutluer, Nil (2008) (der). Cinsiyet Halleri: Turkiye'de toplumsal cinsiyetin kesisim sinirlari. Istanbul, Varlik Yayinlari.
- Glüpker-Kesebir، Gitta (أغسطس 2016). "Women's Rights in Turkey and the European Union Accession Process: German Media Perspectives". Journal of Women, Politics & Policy. تايلور وفرانسيس. ج. 37 ع. 4: 514–537. DOI:10.1080/1554477X.2016.1192422. مؤرشف من الأصل في 2020-03-17. {{استشهاد بدورية محكمة}}: الوسيط |ref=harv غير صالح (مساعدة)صيانة الاستشهاد: postscript (link)

## وصلات خارجية
- Kadının İnsan Hakları — Women for Women's Human Rights (English website)
- KAGIDER — Women Entrepreneurs Association of Turkey
- KA.DER - Kadın Adayları Destekleme Derneği — Association for the Support of Women Candidates (English website)
- Uçan Süpürge - Kadın Haber Sitesi — Flying Broom - Women News Site (English website)
- Foundation for the Support of Women’s Work